# Tres Esquinas (Luján de Cuyo)
Tres Esquinas es una localidad ubicada en el distrito Perdriel, departamento Luján de Cuyo, provincia de Mendoza, Argentina. 
Se encuentra a la vera de la Ruta Provincial 15, la cual constituye su principal vía de comunicación vinculándola al norte con Luján de Cuyo y al sur con Perdriel.
Cuenta con una escuela que data de 1955, refaccionada en 2010. La zona cuenta con graves problemas de inundaciones ante lluvias torrenciales por los deficientes sistemas de desagües pluviales.